# Poecillastra
Poecillastra é um gênero de esponja marinha da família Pachastrellidae.

## Espécies
- Poecillastra amygdaloides (Carter, 1876)
- Poecillastra ciliata Wilson, 1925
- Poecillastra compressa (Bowerbank, 1866)
- Poecillastra crassiuscula (Sollas, 1886)
- Poecillastra cribraria Wilson, 1904
- Poecillastra cumana Vosmaer, 1894
- Poecillastra eccentrica Dendy & Burton, 1926
- Poecillastra fragilis Vosmaer, 1894
- Poecillastra incrustans Sollas, 1888
- Poecillastra japonica (Thiele, 1898)
- Poecillastra laminaris (Sollas, 1886)
- Poecillastra nana (Carter, 1880)
- Poecillastra rickettsi de Laubenfels, 1930
- Poecillastra rudiastra Pulitzer-Finali, 1983
- Poecillastra saxicola (Topsent, 1892)
- Poecillastra schulzei (Sollas, 1886)
- Poecillastra stipitata Lévi, 1993
- Poecillastra symbiotica Topsent, 1902
- Poecillastra tenuilaminaris (Sollas, 1886)
- Poecillastra tenuirhabda (Lendenfeld, 1907)
- Poecillastra tuberosa (Lévi, 1964)
- Poecillastra wondoensis Sim & Kim, 1995